# لورا روسي
لورا روسي (بالإنجليزية: Laura Rossi)‏ هي معلمة موسيقى وملحنة بريطانية، ولدت في 1975.

## وصلات خارجية
- لورا روسي على موقع IMDb (الإنجليزية)
- لورا روسي على موقع ميوزك برينز (الإنجليزية)